# Hamelia xerocarpa
Hamelia xerocarpa är en måreväxtart som beskrevs av Carl Ernst Otto Kuntze. Hamelia xerocarpa ingår i släktet Hamelia och familjen måreväxter.

## Underarter
Arten delas in i följande underarter:
- H. x. costaricensis
- H. x. xerocarpa